# I. Sándor bolgár fejedelem
I. Sándor bolgár fejedelem (bolgárul: Алекса̀ндър I Български; Verona, 1857. április 5. – Graz, 1893. október 23.), született Alexander Joseph von Battenberg herceg, 1879–1886 között Bulgária megválasztott fejedelme.

## Élete

### Származása
Szüleinek harmadik gyermekeként és második fiaként született az észak-itáliai Verona városában, amely ekkor a Habsburg Birodalom csatlós államához, a Lombard–Velencei Királysághoz tartozott. Édesapja Sándor hessen–darmstadti herceg, édesanyja Julia von Hauke volt.
Egy nővére, Mária, egy bátyja, Lajos, és két öccse, Henrik és Ferenc József született. Ő maga, testvéreivel együtt II. Sándor orosz cár unokaöccse volt. II. Sándor cár a herceg apjának húgát, Máriát vette feleségül, aki Marija Alekszandrovna néven lett orosz cárné 1855. március 2-án.

### Trónra lépése
Sándor herceg édesanyja egyike volt a cárné udvarhölgyeinek. A herceg kisgyermekként rendszeresen ellátogatott Szentpétervárra, és elkísérte II. Sándor cárt még az orosz–török háborúba is, 1877-ben. A berlini egyezmény megkötésének évében, vagyis 1878-ban Bulgáriából önálló, autonóm fejedelemség lett, az Oszmán Birodalom fennhatósága alatt, II. Sándor pedig unokaöccsét, a bolgár koronára pályázó herceget ajánlotta az újonnan megalakult ország uralkodójául. A bolgár parlament egyhangúlag, 1879. április 29-én hivatalosan is megválasztotta Sándor herceget Bulgária trónjára. (Abban az időben nevezték ki Sándort a porosz testőrség főhadnagyává is, Potsdamban.) Mielőtt a Bolgár Fejedelemség trónját nekiítélték volna, meglátogatta az orosz cárt Livádiában, valamint a török szultán udvarát is, utána egy orosz hadihajó elvitte őt Várna városáig, 1879. július 8-án pedig Tarnovóba érkezett meg, ahol esküt tett az új bolgár alkotmányra. Ezután Szófiába ment Sándor, ahol a nép mindenfelé mérhetetlen lelkesedéssel üdvözölte újonnan megválasztott fejedelmét.

### Uralkodása
Uralkodása megkezdése idején Sándor sajnos még nem rendelkezett semmiféle tapasztalattal a kormányzás terén, ezért ijedt meg, mikor szembesülnie kellett az országában már régóta meglévő politikai problémákkal, s igen kényelmetlenül érezte magát az orosz politikusok társaságában, akik egy jóval rátermettebb uralkodót képzeltek el Bulgária vezetésére. A bolgár képviselők, akik folyton perlekedtek egymással, szintén sürgető feladatnak tekintették Bulgária stabilitásának mihamarabbi megteremtését. A herceg ilyen kaotikus körülmények közepette még közel két évig próbálta kormányozni országát, s az orosz cár beleegyezésével Sándor korlátlan és abszolút hatalmat ragadott magához Bulgária irányításában. (1881. május 9-én a herceg érvényen kívül helyezte az új bolgár alkotmányt, melyet épp ő maga fogadott el két évvel korábban.)
1881. július 13-án a herceg összehívott egy rendkívüli, különleges gyűlést, mely során a képviselők megszavazták a túlzott módon demokratikus bolgár alkotmány hatályon kívül helyezését, méghozzá hétéves időtartamra. Sándor abszolutisztikus törekvései azonban nem jártak sikerrel, mivel a herceg által kezdeményezett politikai puccs csupán annyit ért el, hogy a bolgár parlament liberális és radikális érzelmű politikusait felbőszítette. A képviselők azonnal ellentámadásba kezdtek, s a valódi hatalmat szó szerint átjátszották két orosz tábornok, Leonyid Szobolev és Alekszandr Kaulbars kezébe, akiket Szentpétervárról küldtek Bulgáriába. A herceg, miután hiába próbálta meg kieszközölni a két orosz tábornok hazaküldését, kénytelen volt kompromisszumot kötni politikai ellenlábasaival, a bolgár liberális és radikális képviselőkkel, ezért 1883. szeptember 19-én hajlandó volt visszaállítani az általa figyelmen kívül hagyott alkotmányt.
Ez a zavaros belpolitikai helyzet, és a két tábornok jelenléte az országban komoly törést eredményezett Oroszországgal, ráadásul a herceg átgondolatlan és kapkodó diplomáciai lépései csak még inkább fokozták politikai ellenfelei nemzeti, önállósodási törekvéseit Bulgáriában. 1885. szeptember 18-án Plovdivban, Kelet-Rumélia székhelyén fegyveres hatalomátvétel történt, ez a tartomány Bulgáriával való egyesülését eredményezte, méghozzá Sándor herceg beleegyezésével. (Sándor lett Kelet-Rumélia kormányzója is egyben.) Az 1886-os évben a herceg komoly előrelépést tett katonai és diplomáciai képességeit tekintve. Felsorakoztatta bolgár hadseregét, ám akkor már az orosz tábornokok nélkül, s keményen fellépett a szerb katonai invázió ellen. 1886. november 19-én csatát nyert csapatai élén Szlivnicánál, ám ő maga nem harcolt sokáig a csatamezőn, hanem a csata után bevonult a városba, azonban Milán Obrenovics szerb király üldözőbe vette ellenfelét, s sikerült is foglyul ejtenie Sándor herceget november 27-én. (A szerb uralkodó szándékosan saját királysága területére, egészen Pirot városáig űzte a herceget, hogy legyen ürügye elfogni őt.)
Habár Ausztria közbenjárása megvédte Szerbiát a katonai vereség kellemetlen következményeitől, a herceg mégis sikerrel fenntartotta országa unióját Kelet-Ruméliával, s a II. Abdul-Hamid oszmán szultánnal folytatott hosszas tárgyalások eredményeképpen az Ottomán Birodalom uralkodója 1886. április 5-én Sándort jelölte ki Kelet-Rumélia kormányzó-tábornokává, méghozzá ötéves időtartamra.
Ez a megegyezés a török szultánnal igen lecsökkentette a herceg népszerűségét alattvalói körében, de leginkább saját seregének tisztjei kezdtek el elégedetlenkedni Sándor átgondolatlan külpolitikája okán. (Ezek a tisztek a végén már azt is fontolóra vették, hogy nem lesznek hajlandóak hadjáratba indulni urukért.)
Azok a tisztjei, akiknek megrendült bizalmuk a hercegben, katonai puccsot készítettek elő Sándor ellen, melyet 1886. augusztus 20-án végre is hajtottak. Először szófiai palotájába zárták a herceget, ahol erőszakkal vették rá őt, hogy írja alá hivatalos lemondó nyilatkozatát, majd pedig egészen a Dunáig elkísérték Sándort, Rahovo városáig, ahol feltették őt egy yacht fedélzetére, mely Renyi városa felé indult. Megérkeztekor átadták Sándort az orosz hatóságoknak, akik tovább engedték őt Lemberg városáig. Sándor hamarosan visszatérhetett Bulgáriába egy sikeres ellenforradalom után, melyet Sztefan Sztambolov vezetett, aki szerencsésen megbuktatta az orosz párt által szervezett ideiglenes kormányt. Habár Sándor hatalmi pozíciója Bulgáriában úgy tűnt, tarthatatlan, mikor visszatért a kényszerű száműzetésből, táviratot küldött III. Sándor orosz cárnak, nyilván azért, hogy az uralkodó katonai támogatását kérje szorongatott helyzetében. Bismarck, aki összejátszott az orosz és az osztrák kormányzattal is, megtiltotta a hercegnek, hogy megtorolja az ellene irányult katonai összeesküvést, mert azzal csupán azt érte volna el, hogy még inkább meggyengíti saját politikai helyzetét Bulgáriában. Ennek következtében Sándor úgy vélte, bölcsebb döntés lesz részéről, ha megfogalmaz egy lemondó nyilatkozatot a bolgár trónról, s inkább elhagyja az országot, ami meg is történt 1886. szeptember 8-án. Élete utolsó éveit főleg Grazban töltötte, ahol az osztrák hadsereg helyi parancsnokaként tevékenykedett.   
Körülbelül három évvel később, 1889. február 6-án nőül vett egy polgári származású, Johanna Loisinger nevű színésznőt, aki nyolc évvel volt fiatalabb, mint a herceg. Esküvőjük után az asszony megkapta a Hartenau grófnője rangot, s mivel frigyük morganatikus volt, vagyis rangon aluli, így gyermekeik nem hercegi címet, csupán grófi címet viselhettek születésük után. (A sors furcsa fintora, hogy Sándor édesanyja is rangban igencsak férje alatt állt, amikor összeházasodtak.) 
Két gyermekük született: 
- Asen of Hartenau gróf (1890-1965)
- Tsvetana of Hartenau grófnő (1893-1935)

Sándor 1893. október 23-án hunyt el, abban az évben, mikor leánya megszületett. Nyughelye a szófiai Battenberg Mauzóleum. Özvegye, Johanna 1951-ben halt meg Bécsben, s már nem ment férjhez többé. Leányuk, Tsvetana már 1935-ben elhunyt, Johanna mellette nyugszik Grazban, Ausztriában, ott ahol a herceg 42 évvel korábban elhalálozott. A herceg földi maradványait visszavitték Szófiába, ahol az egykori uralkodó nyilvános temetést kapott, és ahol azóta is nyugszik, az emlékére emelt mauzóleumban. Sándor igen magas, jóképű, sármos és elbűvölően kedves, méltóságteljes férfi volt, ezenkívül azt minden hozzáértő elismerte, hogy katonának is kiváló volt. Igaz, hogy vezetőként elkövetett néhány hibát rövid uralma alatt, ám mindez leginkább Sándor ifjonti tapasztalatlansága folytán alakulhatott ilyen szerencsétlenül, elvégre igen bonyolult és zűrzavaros időkben jutott hozzá a bolgár fejedelmi trónhoz. Elsősorban nem magánemberként, hanem uralkodóként került kellemetlen és olykor kezelhetetlen diplomáciai helyzetekbe, de néha pont intuitív természetével tudta áthidalni az esetleges politikai problémákat. Olykor éppen ezt a tulajdonságát tudták tisztességtelen módon kihasználni a környezetében lévő, ravasz és képmutató politikusok. Vezetőként elsődleges hibája mindig az volt, hogy nem tudott erélyes és határozott lenni fontos politikai döntései során, ennek pedig gyakran lett az a szomorú következménye, hogy akaratán kívül politikai ellenfeleinek kedvezett.